# Sidi Benyebka
Sidi Benyebka è un comune dell'Algeria, situato nella provincia di Orano.